# Зоряний міст (роман)
«Зоряний міст» (англ. Star Bridge) — науково-фантастичний роман американських письменників Джека Вільямсона та Джеймса Ганна. Вперше опублікований у 1955 році видавництво Гном пресс тиражем 5 000 примірників. Проте 900 примірників так і не були продані. Також був перевиданий у м'якій обкладинці «Ейс» (D-169, 1955, 35¢, та F-241, 40¢), у 1977 році — «Берклі Букс» та в 1982 році — «Ballantine Books» (з незначними типографічними помилками).
Перша чернетка-рукопис Вільямсона складала близько 50 сторінок, а до завершення роману об'єм рукопису зріс до 150 сторінок. Опинившись у «глухому куті» в ході написання роману, передав свої нотатки Ганну, який доповнив книгу. Роман був проданий видавництву Гном пресс за передоплату в розмірі 500 $.
Це пригодницька історія в класичній традиції Вільямсона, де поєднуються роздуми про відноcність значення безособових сил та індивідів в історичних подіях.

## Сюжет
Віддалені планети утримуються разом компанією «Ерон», яка володіє таємницею надсвітлових подорожей по «Трубах», які живляться енергією, отриманою від зорі Канопус. Керівники «Ерона» збираються на Землі, щоб відкрити нову «Трубу».
Хоча літній генеральний директор Гарт Колнар наближається до смерті з природних причин, невідомі конкуренти найняли авантюриста Горна для вбивства Колнара. Мандруючи пустелею, Горн уникає пострілів охоронців та силовиків і наштовхується на Ву, старого китайського продавця та його допитливого супутника Ліла, який змінює форму. Жоден з яких не видається здатним пережити суворі умови пустелі й тамтешні небезпеки. Втрьох вони проникають на святкування багатіїв, де Ліл краде й ковтає діаманти. Горн убиває Колнара, і в відчайдушній боротьбі врятуватися від наступного мисливця за головами, зустрічається з Вендр Колнар, прекрасною дочкою і тепер, можливо, спадкоємцем генерального директора.
Рятуючись через багатовимірну «Трубу» в космічному костюмі, Горн опиняється на планеті Ерон, світі, який використовує компанія Ерон. Тут він стикається з корумпованою та виснаженою аристократією, боротьбою за владу між спадкоємцями Колнара, прихованою революцією, таємним метро, відомим лише директорам компанії. У той же час Ву та Ліл на кожному кроці демонструють усе більше таємничих знань і можливостей.
Горн відвідує зустріч директорів під прикриттям, Ву грає роль директора Матала (справжнього вбив агент амбітного Дюкана, директора з безпеки). Горн та Ву рятують Вендр і тікають, у той час як інші директори погрузли в фатальній боротьбі. Вони дістаються до Північного полюсу й намагаються вимкнути «Труби», але з'ясовують, що для керування «Трубами» недостатньо володіти чистою Золотою Кров'ю, як вважалося. Війська та революціонери неузгоджено стикаються біля Полярної шапки, а Горна зрештою заарештовують та відправляється на тюремну планету Ванте. Клавши союз із місцевими вигнанцями (яких ще й переслідують), він використовує політичний конфлікт у рідному світі, щоб захопити в'язницю, вочевидь, рятуючи при цьому Пітера Сейра, Визволителя, лідера невдалого заколоту проти «Ерон», якому Горн передає свої навички.
Повернувшись з Саїром на охоплений хаосом Ерон, Горну вдається захопити надзвичайно важливу станцію метрополітену й, таким чином, взяти під контроль планету, яку він передає Вендр, а вона в свою чергу — Саїру. У той час як Горн та Вендр Колнар допитують ув'язненого Дюкана, Горна хитрістю змушують розстріляти в'язня безпосередньо перед тим, як той зможе розкрити головну таємницю: хто такий Ву. Останній, в свою чергу, не втримується від спокуси пояснити своє особливе місце в історії Горну — його передбачуваній жертві, проте Вендр рятує Горна, й Ву, вочевидь застрелюють. Вендре та Горн планують одружитися та переїхати до сільської місцевості, подалі від її рідного Ерону.
Чи був Ву майстром-ляльководом, який усіма маніпулював, або просто користався нагодою отримати владу, лишається таємницею. Відповіді лишаються написані в рукописі китайською мовою, якого ніхто, крім Ву, не може прочитати.

## Відгуки
Ентоні Бучер розкритикував роман як «доволі неживу вигадку, в якій і проза, і характеристика виходять прямо з машини, недоторкані людськими руками». П. Шуйлер-Міллер, однак, назвав «Зоряний міст» «грандіозною, старомодною сліпучо-засліпчуючою мереживом» та «невдалою екшн-пригодою», підсумовуючи «Хоча, ймовірно, [роман] не буде в жодному „найкращому“ списку, його [буде] весело читати». Оглядач «Нью-Йорк таймс» Віллерс Джерсон аналогічно описував його як «роман, який швидко рухається кров'ю та громом».
Самюел Р. Ділейні та Едвард Брайант охарактеризували «Зоряний міст» як книгу, яка «перетворила [їх]» на наукову фантастику. Через понад двадцять років після його першої появи здивований Джеральд Йонас з захопленням характеризує роман у «Книжковому огляді від Нью-Йорк Таймс», зазначивши, що «цей незрозумілий [роман] читається переважно як співпраця між Гайнлайном та Азімовим», зазначивши, що «одна з причин чому книга читається так добре, [так це] тому, що автори не соромляться того, що роблять на кожному рівні».